# Blackbird (2019)
Blackbird is een Amerikaanse dramafilm onder regie van Roger Michell en is een remake van de Deense film Silent Heart. De hoofdrollen worden vertolkt door Susan Sarandon, Kate Winslet, Mia Wasikowska, Lindsay Duncan, Rainn Wilson, Bex Taylor-Klaus en Sam Neill.

## Verhaal
Een terminaal zieke moeder nodigt haar familie uit om een laatste weekend door te brengen voordat zij komt te overlijden.

## Rolverdeling
| Acteur           | Personage |
| ---------------- | --------- |
| Susan Sarandon   | Lily      |
| Kate Winslet     | Jennifer  |
| Mia Wasikowska   | Anna      |
| Sam Neill        | Paul      |
| Lindsay Duncan   | Liz       |
| Rainn Wilson     | Michael   |
| Bex Taylor-Klaus | Chris     |

## Release en ontvangst
Blackbird gingen tijdens het internationaal filmfestival van Toronto op 6 september 2019 in première. In Nederland werd de film gelijktijdig met de heropening van de bioscopen op 5 juni 2021 uitgebracht.
Op Rotten Tomatoes heeft Blackbird een waarde van 63% en gebaseerd op 98 recensies. Op Metacritic heeft de film een gemiddelde score van 53/100, gebaseerd op 18 recensies.